# 大地溝帯にあるケニアの湖沼群

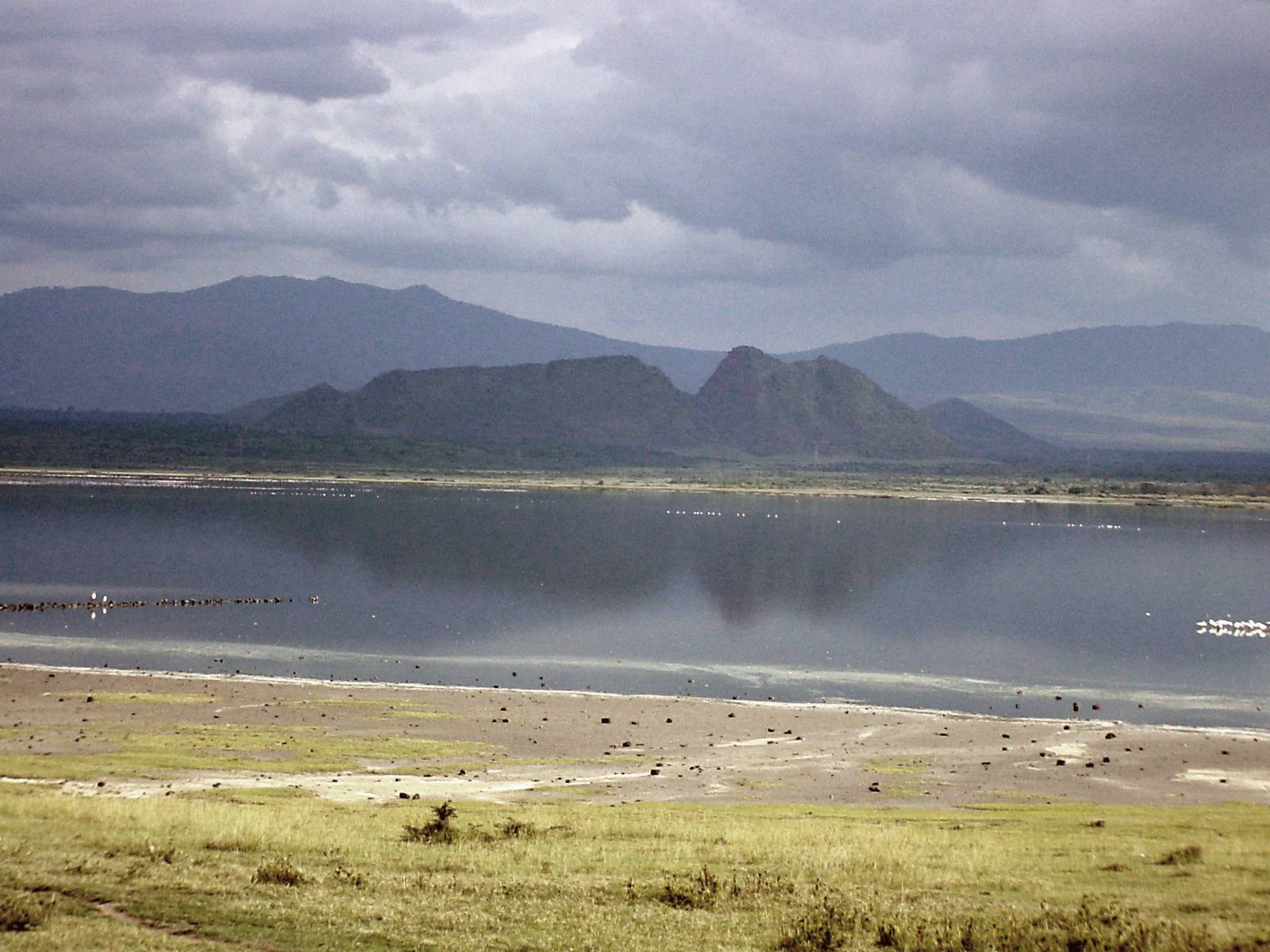
エルメンテイタ湖の景観

大地溝帯にあるケニアの湖沼群（だいちこうたいにあるケニアのこしょうぐん）は、ケニアのリフトバレー州にあるエルメンテイタ湖、ナクル湖、ボゴリア湖を対象とするユネスコの世界遺産リスト登録資産である。大地溝帯にあり、地下でつながる3つの湖とその周辺は、地形や植生が織りなす傑出した自然美と、コフラミンゴなど13種の絶滅危惧種や準絶滅危惧を含む多くの鳥類の生息地となっていることなどが評価されている。

## 構成資産
構成資産は、エルメンテイタ湖、ナクル湖、ボゴリア湖の順に1060rev-001, 1060rev-002, 1060rev-003と番号がつけられている。これは対象となる湖を南から北へと並べたものである。

### エルメンテイタ湖
エルメンテイタ湖の世界遺産登録範囲は2,534 ha、緩衝地帯は3,581 ha である。登録範囲はエルメンテイタ湖とその周辺を含み、エルメンテイタ湖国立野生生物保護区 (Lake Elementaita National Wildlife Sanctuary) となっている。この保護区は2010年に官報に公示された。

### ナクル湖
ナクル湖の世界遺産登録範囲は18,800 ha である。登録範囲は1986年に官報に公示されたナクル湖国立公園 (Lake Nakuru National Park) と重なっている。深さは3 mほどしかない。

### ボゴリア湖
ボゴリア湖の世界遺産登録範囲は10,700 ha である。登録範囲は1974年に設定されたボゴリア湖国立保護区 (Lake Bogoria National Reserve) と重なっている。深いところは14 mほどある。

## 動物相
世界遺産登録範囲では多くの鳥たちが確認されており、この地域で確認されている鳥類は450種を超える。3箇所ともラムサール条約の登録地となっているほか、バードライフ・インターナショナルは、ケニアの重要な野鳥生息地60選に挙げている。登録範囲で見られる絶滅危惧種・危急種・準絶滅危惧の鳥類は、以下の13種である。
- 準絶滅危惧
  - オドリホウオウ
  - ウスハイイロチュウヒ
  - コフラミンゴ
  - ゴマバラワシ
  - ダルマワシ
  - アフリカオタテガモ（英語版）
  - ハイガシラメガネモズ（英語版）
- 危急種
  - カラフトワシ
  - ヒメチョウゲンボウ
  - ホオジロカンムリヅル
  - カオジロハゲワシ（英語版）
- 絶滅危惧種
  - エジプトハゲワシ
  - マダガスカルカンムリサギ（英語版）

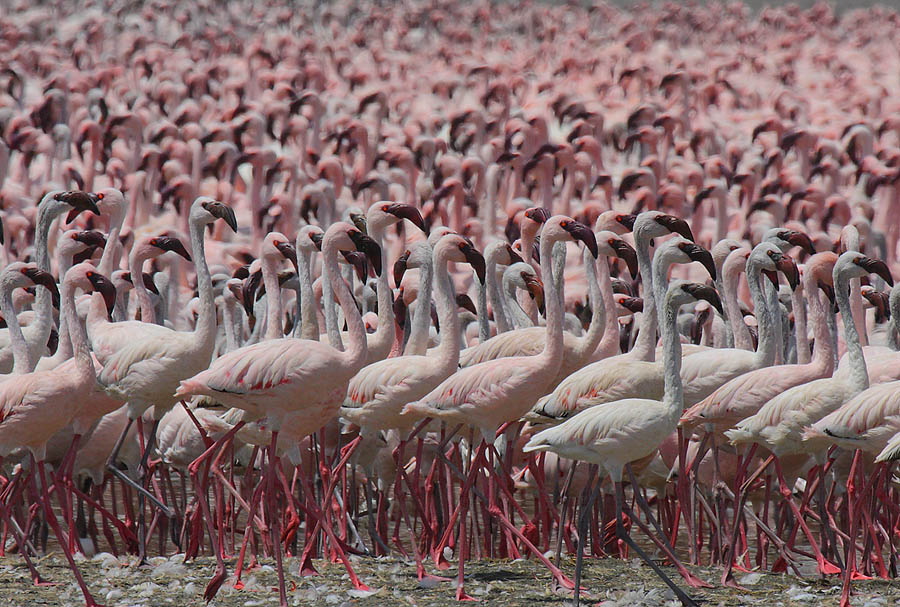
ボゴリア湖のコフラミンゴ群

特にこの地域で餌を得ているコフラミンゴの数は150万羽以上と見積もられており、これは全世界の生息数の75%に達する。他にはモモイロペリカン、ハジロカイツブリ、アフリカヘラサギ、ソリハシセイタカシギ、カイツブリ、アフリカトキコウ、セイタカシギ、ズアオカモメ、ハシブトアジサシなどの100種以上の渡り鳥も生息している。
鳥類以外の動物としては、クーズー、クロサイ、チーター、ライオン、リカオン、ウガンダキリンなどが生息している。

## 登録経緯
ナクル湖国立公園とボゴリア湖国立保護区が、それぞれ別に1999年に世界遺産の暫定リストに記載された。2001年にはさらに別に「大地溝帯の生態系」(Great Rift Valley Ecosystem) が暫定リストに記載されていた。
3つの湖は「大地溝帯の湖群保護区」(Rift Valley Lakes Reserve) という名称で2001年に推薦されたが、そのときには、エルメンテイタ湖の法的保護体制の不明確さなどを理由に、「登録延期」と決まった。 
前述のように、2010年までにはエルメンテイタ湖にも保護区が設定され、その年に再推薦された。それに対して、世界遺産委員会の諮問機関である国際自然保護連合(IUCN) が「登録」を勧告し、2011年の第35回世界遺産委員会で正式登録が決まった。

### 登録基準

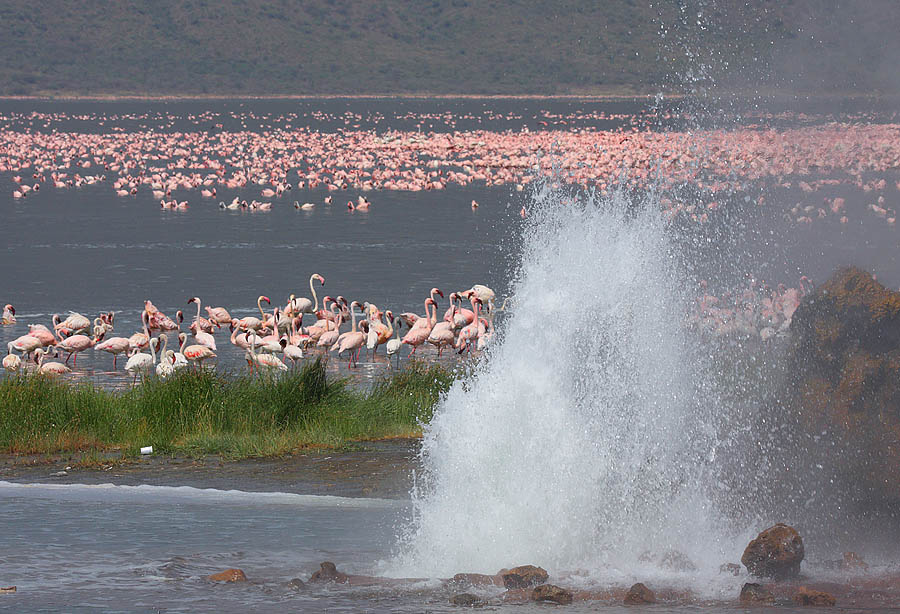
ボゴリア湖の景観

この世界遺産は世界遺産登録基準のうち、以下の条件を満たし、登録された（以下の基準は世界遺産センター公表の登録基準からの翻訳、引用である）。
- (7) ひときわすぐれた自然美及び美的な重要性をもつ最高の自然現象または地域を含むもの。
この基準は、湖とその周辺に間欠泉、熱水泉なども含む多様な地形と植生が見られるとともに、多くの鳥たちが見られることなどによって、優れた景観美を備えていることに対して適用された[7]。

- (9) 陸上、淡水、沿岸および海洋生態系と動植物群集の進化と発達において進行しつつある重要な生態学的、生物学的プロセスを示す顕著な見本であるもの。
この基準は、3つの湖が湖沼学的にも重要な研究対象となっていることなどに対して適用された[7]。

- (10) 生物多様性の本来的保全にとって、もっとも重要かつ意義深い自然生息地を含んでいるもの。これには科学上または保全上の観点から、すぐれて普遍的価値を持つ絶滅の恐れのある種の生息地などが含まれる。
この基準は、コフラミンゴをはじめとする鳥類の多様性とその数の多さに対して適用された[7]。

### 登録名
世界遺産としての正式登録名は、Kenya Lake System in the Great Rift Valley （英語）、Réseau des lacs du Kenya dans la vallée du Grand Rift （フランス語）である。その日本語訳は資料によって以下のような違いがある。
- ケニアグレート・リフト・バレーの湖群の生態系（日本ユネスコ協会連盟）[9]
- 大地溝帯にあるケニアの湖沼群（世界遺産アカデミー）[11]
- 大地溝帯のケニアの湖水システム（古田陽久 古田真美）[17]
- 大地溝帯のケニアの湖水系（なるほど知図帳）[18]
- 大地溝帯ケニア湖沼系（市原富士夫）[16]